# 롱섬 (파푸아뉴기니)

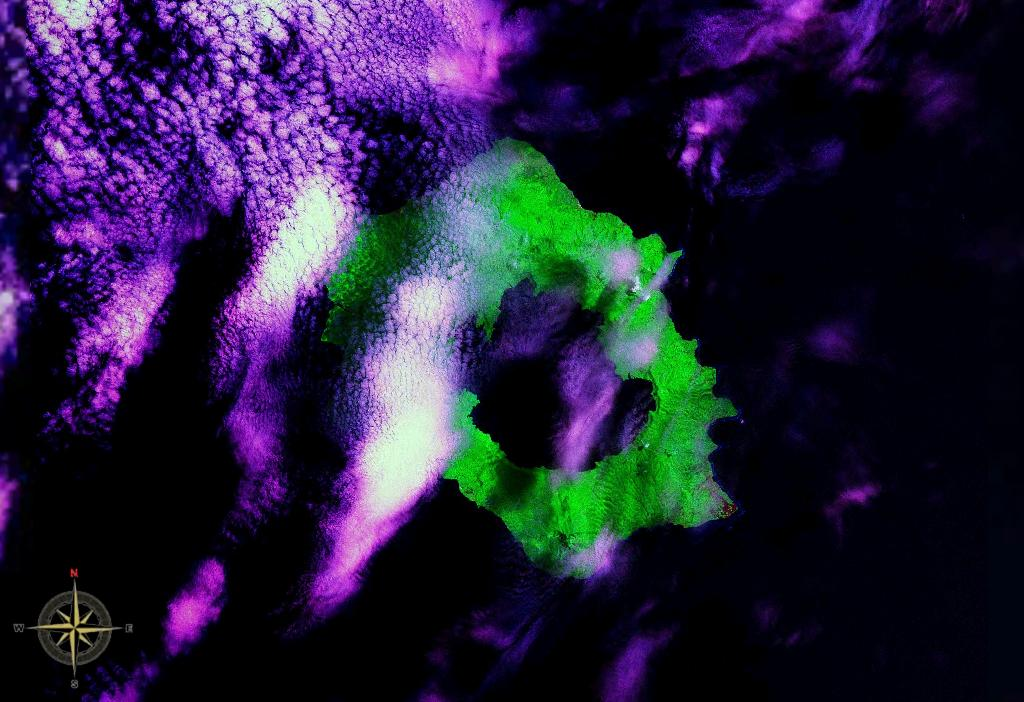
롱 섬 위성 사진

롱섬(영어: Long Island)은 파푸아뉴기니 북부에 위치한 화산섬으로 높이는 1,280m이다.